# Miracle on Evergreen Terrace
Miracle on Evergreen Terrace, llamado Milagro en la avenida Siempreviva en Hispanoamérica y El Milagro de Evergreen Terrace en España es el décimo episodio de la novena temporada de la serie animada Los Simpson. Este episodio es el especial de Navidad de la temporada, y fue emitido el 21 de diciembre de 1997 en los Estados Unidos. El episodio fue escrito por Ron Hauge y dirigido por Bob Anderson. La estrella invitada fue Alex Trebek.
Este fue el último episodio en que Marina Huerta voz de Bart en Hispanoamérica hiciera el doblaje, renunciando por problemas de salario. Con este episodio concluye su participaciòn en la primera etapa de doblaje de la serie. Más tarde regresaría para el doblaje de la temporada 16. También fue la última vez en que José Luis Castañeda interpretó al personaje de Skinner, siendo reemplazado por Gabriel Pingarrón desde entonces salvo contadas excepciones.

## Sinopsis
En el día de víspera de Navidad, Homer y Marge van a la tienda para comprar los regalos de Navidad. Luego de hacer la compra, Marge acomoda los regalos bajo el árbol de Navidad y le comunica a la familia que éstos no deben ser abiertos antes de las 7 de la mañana del día siguiente.
Emocionado por conocer qué le regalaron, Bart desafía las órdenes de su madre y se levanta antes de la hora estipulada para abrir su regalo. Ante su sorpresa, recibe un camión de bomberos de juguete con el que inmediatamente se pone a jugar. En ese momento ocurre un accidente: Bart dispara un chorro de agua con el camión hacia una precaria toma eléctrica, produciéndose así un cortocircuito e, inmediatamente después, se desata un incendio que destruye por completo el árbol de Navidad y los demás regalos de la familia, mismos que quedan reducidos a una enorme masa de plástico derretido.
Sumido en la desesperación, Bart esconde los restos del árbol bajo la nieve acumulada que hay en el jardín de la casa. Cuando el chico entra nuevamente a la casa descubre que los demás integrantes de la familia estaban alrededor de donde se ubicaba el árbol preguntándose qué había pasado. Ellos le preguntan a Bart, quien miente diciéndoles que un ladrón se llevó los regalos y el árbol.
Pocos días después, el reportero local Kent Brockman realiza un reportaje a la familia Simpson, preguntándole sobre lo ocurrido. Al ver esta nota periodística por televisión, el pueblo de Springfield se solidariza con los Simpson, realizando una colecta de dinero para que la familia pueda recuperar todo lo perdido. En total se juntaron 15.000 dólares, que Homer decide gastar en un auto que, luego de un pequeño recorrido, queda totalmente destruido por un accidente.
Al día siguiente Bart decide contarle a su familia la verdad sobre lo sucedido. Acto seguido, aparece Kent Brockman para realizar un nuevo reportaje y, mientras lo está haciendo, se descubren los restos del árbol y los regalos. Homer admite que inventaron la historia sobre el ladrón, generándose así una gran desaprobación por parte del pueblo que les había dado el dinero.
Los Simpson reciben cartas de odio por parte del pueblo, y son ignorados y maltratados. Hasta que un día, después de regresar del programa Jeopardy, a la gente del pueblo parece perdonar a la familia, por lo que Marge dice que es un milagro. Sin embargo, para su sorpresa, la gente los perdona ya que habían entrado a la casa a robar todas las pertenencias de la familia. Moe y Apu explican que no querían estar enojados con ellos, que por eso tomaron esa decisión y que su deuda estaba saldada.
El episodio concluye cuando la familia juega con un trapo roto, el único recurso que quedó.